# Симура Такаси
Такаси Симура (яп. 志村 喬 Симура Такаси, 12 марта 1905 года, Хиого, Япония — 11 февраля 1982 года, Токио, Япония) — японский киноактёр. Настоящее имя Сёдзи Симадзаки  (яп. 島崎 捷爾 Симадзаки Сё:дзи).
Снялся более чем в 430 фильмах.
Наиболее известен по фильмам Акиры Куросавы, а также первым двум фильмам серии Годзилла.

## Избранная фильмография
- 1936 — Осакская элегия (яп. 浪華悲歌) — инспектор
- 1944 — Самые красивые (яп. 一番美しく) — начальник Горо Исида
- 1945 — Идущие по хвосту тигра (яп. 虎の尾を踏む男達) — Катаока
- 1946 — Без сожалений о нашей юности (яп. わが青春に悔なし) — полицейский Докуитиго
- 1947 — По ту сторону серебряного хребта (яп. 銀嶺の果て) — Нодзиро
- 1948 — Пьяный ангел (яп. 醉いどれ天使) — доктор Санада
- 1949 — Тихая дуэль (яп. 静かなる決闘) — Коносукэ Фудзисаки
- 1949 — Бездомный пёс (яп. 野良犬) — детектив Сато
- 1950 — Улица насилия (яп. 暴力の街) — Сагава
- 1950 — Скандал (яп. 醜聞) — Отокити Хирута
- 1950 — Расёмон (яп. 羅生門) — дровосек
- 1951 — Идиот (яп. 白痴) — Оно, отец Аяко (генерал Епанчин)
- 1952 — Жить (яп. 生きる) — Кандзи Ватанабэ
- 1954 — Семь самураев (яп. 七人の侍) — Камбэй Симада
- 1954 — Годзилла (яп. ゴジラ) — профессор-палеонтолог Ямана
- 1955 — Годзилла наносит ответный удар (яп. ゴジラの逆襲) — профессор-палеонтолог Ямана
- 1957 — Трон в крови (яп. 蜘蛛巣城) — Нориясу
- 1957 — Пятеро под землёй (яп. どたんば) — Банно
- 1957 — Неугомонная (яп. あらくれ) — хозяин мельницы
- 1957 — Мистериане (яп. 地球防衛軍) — доктор Кэндзиро Адати
- 1958 — Три негодяя в скрытой крепости (яп. 隠し砦の三悪人) — генерал Идзуми Нагакура
- 1959 — Остроязыкая гейша (яп. べらんめえ芸者) — столяр Масагоро Косуги
- 1959 — Рождение Японии (яп. 日本誕生) — старший Кумасо
- 1960 — Ночной поток (яп. 夜の流れ) — Коитиро Сонода
- 1961 — Мотра (яп. モスラ) — редактор Садакацу Амано
- 1962 — Горас (яп. 妖星ゴラス) — доктор Кэнсукэ Сонода
- 1964 — Гидора, трёхголовый монстр (яп. 三大怪獣　地球最大の決戦) — доктор Цукамото
- 1965 — Красная борода (яп. 赤ひげ) — Токубэй Идзумия
- 1965 — Гений дзюдо (яп. 姿三四郎) — Мисима
- 1965 — Франкенштейн против Барагона (яп. フランケンシュタイン対地底怪獣バラゴン) — хирург в Хиросиме
- 1968 — Солнце над Куробэ (яп. 黒部の太陽) — Асимура
- 1969 — Мужчине живётся трудно (яп. 男はつらいよ) — Хёитиро Сува, отец Хироси
- 1975 — 109-й идёт без остановок (яп. 新幹線大爆破) — глава государственной железнодорожной сети
- 1980 — Тень воина (яп. 影武者) — Тагути Гёбу